# Beaufortia pingi
Beaufortia pingi är en fiskart som först beskrevs av Fang, 1930.  Beaufortia pingi ingår i släktet Beaufortia och familjen grönlingsfiskar. IUCN kategoriserar arten globalt som livskraftig. Inga underarter finns listade.